# Дипкади
Дипкади (лат. Dipcadi) — род травянистых растений семейства Спаржевые (Asparagaceae), распространённый в Южной Европе, Африке, Западной, Средней и Южной Азии.

## Ботаническое описание
Небольшие многолетние травянистые растения. Луковица от яйцевидной до шаровидной, твёрдая; наружные чешуи тонкие. Корни многочисленные, тонкие. Стебель (цветонос) вальковатый или ребристый, безлистный. Листья линейные или ремневидные, прямые или спирально закрученные, верхушка острая или заострённая.
Соцветие кистевидное. Цветоножки загнутые, при плодах прямостоячие. Прицветники мелкие, рано опадающие или остающиеся. Околоцветник жёлто-зелёный, зелёный, красновато-коричневый или коричневый, из 6 сросшихся в трубку листочков. Наружные листочки околоцветника от основания свободной части обычно отогнутые; внутренние — только на верхушке отогнутые. Тычинок 6, не выставляющиеся; нити плоские, приросшие к трубке; пыльники прикреплённые у спинки, интрорзные. Завязь яйцевидная, трёхгнездная, с многочисленными семяпочками; Столбик цельный; рыльце трёхлопастное или головчатое. Плод — яйцевидная или трёхвздутая коробочка. Семена плоские, округлые, чёрные, блестящие.

## Виды
Род включает 41 вид и один природный гибрид:
- Dipcadi bakerianum Bolus
- Dipcadi balfourii Baker
- Dipcadi biflorum Ghaz.
- Dipcadi brevifolium (Thunb.) Fourc.
- Dipcadi ciliare (Eckl. & Zeyh. ex Harv.) Baker
- Dipcadi × clarkeanum Schinz
- Dipcadi coimbatorensis V.Ravich., R.Kr.Singh & Murugan
- Dipcadi concanense (Dalzell) Baker
- Dipcadi cowanii (Ridl.) H.Perrier
- Dipcadi crispum Baker
- Dipcadi dekindtianum Engl.
- Dipcadi erythraeum Webb & Berthel.
- Dipcadi fesoghlense (Solms) Baker
- Dipcadi garuense Engl. & K.Krause
- Dipcadi glaucum (Burch. ex Ker Gawl.) Baker
- Dipcadi goaense Prabhug., U.S.Yadav & Janarth.
- Dipcadi gracillimum Baker
- Dipcadi guichardii Radcl.-Sm.
- Dipcadi heterocuspe Baker
- Dipcadi janae-shrirangii Chandore, Borude, Bhalekar, Madhav & Gosavi
- Dipcadi kuriensis A.G.Mill.
- Dipcadi ledermannii Engl. & K.Krause
- Dipcadi longifolium (Lindl.) Baker
- Dipcadi marlothii Engl.
- Dipcadi mechowii Engl.
- Dipcadi montanum (Dalzell) Baker
- Dipcadi ndelleense A.Chev.
- Dipcadi oxylobum Welw. ex Baker
- Dipcadi panousei Sauvage & Veilex
- Dipcadi papillatum Oberm.
- Dipcadi platyphyllum Baker
- Dipcadi reidii Deb & S.Dasgupta
- Dipcadi rigidifolium Baker
- Dipcadi saxorum Blatt.
- Dipcadi serotinum (L.) Medik. typus[1]
- Dipcadi susianum (Nábelek) Wendelbo
- Dipcadi thollonianum Hua
- Dipcadi turkestanicum Vved. — Дипкади туркестанский
- Dipcadi ursulae Blatt.
- Dipcadi vaginatum Baker
- Dipcadi viride (L.) Moench
- Dipcadi welwitschii (Baker) Baker